# Ferran Fabra i Puig
Ferran Fabra i Puig   (Barcelona, 6 de març de 1866 - Barcelona, 12 de juliol de 1944) fou un enginyer industrial i polític català, segon marquès d'Alella.

## Biografia
Va estudiar a l'Escola d'Enginyers de Barcelona, on hi entrà als 16 anys. Afiliat al partit lliberal, igual que el seu pare Camil Fabra i Fontanills, fou elegit diputat provincial el 1889, senador el 1907, 1910 i 1914. Com a membre del Partit Liberal Fusionista fou alcalde de Barcelona entre maig de 1922 i setembre de 1923, any en què el cop d'estat de Primo de Rivera l'obligà a abandonar el càrrec. Dins del Consistori, Fabra i Puig disposà d'una precària minoria, cosa que el va portar a exercir una política de caràcter regionalista.
Juntament amb el seu germà Romà Fabra i Puig, marquès del Masnou, dirigiria la companyia tèxtil Compañía Anónima Hilaturas Fabra y Coats al districte de Sant Andreu a Barcelona. El Passeig de Fabra i Puig que uneix els districtes de Nou Barris i Sant Andreu duu el seu nom des del 1918 i actualment està dedicat a ambdós germans.
A la mort del seu pare, els germans Ferran i Romà Fabra van seguir finançant econòmicament la construcció de l'observatori astronòmic de la Reial Acadèmia de Ciències i Arts de Barcelona al Tibidabo, batejat com a Observatori Fabra en agraïment a aquest mecenatge.
Des de 1912 fins almenys 1932 fou membre del consell d'administració de la Barcelona Traction, Light and Power, i representant els interessos de la qual va entrar a formar part del consell de la Companyia Barcelonina d'Electricitat el 12 d'abril de 1912 quan la Barcelona Traction l'adquirí.
Tot i que el títol nobiliari li fou concedit pel rei Alfons XIII el 1922, l'arribada de la República feu que s'autointitulés Ex-Marquès d'Alella, en targetes de visita en què combinava la bandera tricolor republicana amb la senyera catalana.